# Sog
Sog – jedna z największych rzek na Islandii, w południowej części wyspy, o średnim przepływie 110 m³/s. Wypływa z jeziora Þingvallavatn, łączy się z rzeką Hvítá, tworząc rzekę Ölfusá. Sog przepłwa przez dwa jeziora: Úlfljótsvatn i Álftavatn.
Na Sogu znajdują się trzy elektrownie wodne: Ljósafossstöð (15 MW), Írafossstöð (48 MW) i Steingrímsstöð (27 MW).